# Казюк
Казю́к, Я́рмарка Казю́каса (лит. Kaziuko mugė, пол. Kaziuk, бел. Казюкі) — традиционная ежегодная ярмарка изделий народных промыслов в Литве, проходящая с начала XVII века в Вильнюсе, на главной площади города и прилегающих улицах. Ярмарка устраивается в день памяти святого Казимира, 4 марта, и в примыкающие к нему ближайшие выходные дни.
Само название происходит от белорусского диминутива имени Казимир — Казюк (Kaziuk, Kaziukas), в польском это слово употребляется только для обозначении ярмарки.

## Характер и место
В настоящее время представляет собой ярмарку изделий декоративно-прикладного искусства, игрушек, сувениров из разнообразных материалов кустарного производства, а также произведений живописи и графики. Для удовольствия посетителей и участников производится торговля традиционными напитками, такими как пиво, квас, горячее вино и всякого рода горячими закусками, также угощениями (пряники, сласти и тому подобное). Ярмарку сопровождают народные гуляния, выступления капелл, самодеятельных музыкантов, танцы и песни. В ярмарке участвуют народные мастера и ремесленники из различных городов и местностей Литвы и соседних стран — из Белоруссии, Латвии, Польши, России.
Ярмарка занимает несколько улиц и площадей в Старом городе — обычно часть проспекта Гедимина, Кафедральную площадь, улицу Пилес и отходящие от неё улицу Барборос Радвилайтес, Бернардину и другие, Ратушную площадь.
В 2007 году ярмарка заняла Ратушную площадь, сквер К. Сирвидаса, улицы Пилес, Диджёйи, Вокечю, Рудинику, площадь Рудининку. Ярмарка 2010 года оказалась самой представительной — в ней приняло участие около 1200 торговцев, она заняла весь центральный проспект Гедимина и протянулась вплоть до Жверинского моста.

## История
История возникновения ярмарки Казюк начинается с начала XVII века. 7 ноября 1602 года папа римский Климент VIII своей канонизационной буллой официально объявил бывшего Литовского князя и Польского короля Казимира святым, временно, только на территории Польши и Великого Княжества Литовского. Его преемник Павел V объявил Казимира святым всей Римско-католической церкви, а папа Урбан VIII объявил святого Казимира покровителем Литвы. Вскоре останки святого Казимира, которые были захоронены в Вильнюсе, в иезуитском Костёле Святого Казимира приказом (на момент оглашения уже умершего) Сигизмунда Вазы были торжественно перенесены в специально построенную часовню в Кафедральном соборе, где и находятся по сей день.
Предположительно со времени торжественного перенесения мощей в 1636 году и начинается история ярмарки, поскольку после подобных религиозных торжеств традиционно устраивались «кермошюс» (лит. kermošius, от нем. kirchmesse «ярмарка в престольный праздник») — увеселения и продажа частными лицами различных товаров. Эти «кермо́шюсы» проводились на протяжении двухсот лет, иногда с перерывами из-за войн, эпидемий и прочего до тех пор, когда в 1827 году (Вильнюс тогда уже был в составе Российской империи) вильнюсские купцы не вытребовали от властей привилегии организовывать большие, длящиеся по несколько дней, так называемые «Ёмарк» (нем. «jahrmarkt» и рус. «ярмарка»). И это уже было, действительно, начало именно того, что в настоящее время и называется Казюком. На Кафедральной площади торговцами строились деревянные будки, временные навесы и палатки. С тех времен началась ещё одна традиция — печь традиционный пряник «Сердце Казюка», ставший одним из атрибутов ярмарки.
В начале XX века место ярмарки поменялось, потому что в 1901 году на Кафедральной площади был поставлен памятник Екатерине II. Местным властям не понравилось «соседство» прославления католического святого в таком месте, ставшем теперь респектабельным. Ярмарка была перенесена на Лукишскую площадь. К этому времени на ярмарке торговали не только купцы, но и крестьяне, специально приезжавшие из деревень для торговли предметами собственных ремёсел. На ярмарки съезжалось до 2400 телег, мест для палаток и будок не хватало и ярмарка расширялась вдоль всей набережной реки Нярис от Жверинского моста до Зелёного моста. Ярмарки сопровождались карнавальными шествиями. Предметом торговли, теперь, были, прежде всего, изделия ремесленников — сельскохозяйственные орудия и их детали (косы, топорища, черенки лопат и т. п.), домашняя утварь (посуда, корзины), а также непременные виленские «пасхальные вербы» (из высушенных разноцветных, нередко крашеных, цветов и трав) — важнейший атрибут Казюка. Предполагается, что изготовление и торговля такими вербами связана с образом лилии в руке святого Казимира (так он изображался согласно иконографической традиции). В конце XIX — начале XX веков на ярмарку съезжалось 1500—2400 возов . 
Процветающую ярмарку оборвали Первая мировая война и последующие события начала XX века. Но в 1930-х годах вильнюсский Казюк снова возродился и достиг своего расцвета в 1935 году, когда к ярмарке присоединились громкие студенческие карнавальные шествия. Вильнюс в те годы был в составе Польши, и национальный Польский туристический союз организовывал специальные поезда в Вильнюс из других польских городов. Самыми массовыми ярмарки были в 1938 и 1939 годах.
Вторая мировая война опять прервала традицию организации ярмарки. А после войны, когда Вильнюс был в составе СССР, ярмарку убрали и из Лукишской площади, так как там был поставлен памятник Ленину. Ярмарка была «сослана» на территорию колхозного рынка (Кальварийский рынок). Из-за тесноты и ограниченного числа торговцев ярмарка представляла жалкое зрелище, хотя среди населения была все равно популярна. В 1970—1980-х годах Казюки стали потихоньку проходить и на улице Горького (ныне Пилес), в переулке Пилес (ныне улица Бернардину), привлекая любителей народных промыслов, художников, хиппи из других городов Советского Союза. Казюк тогда представлял собой торговлю сувенирами и ярмарки ремесленников. Позднее Казюк приобрёл характер ярмарки с торговлей преимущественно изделиями и произведениями декоративно-прикладного искусства народного, псевдонародного и авторского искусств. С возрождением независимости Литвы ярмарка вернулась на Кафедральную площадь и улочки старого города.
Ярмарка Казюк ведёт свою летопись с 2003 года, когда стал выходить ежегодник „Kaziuko laikraštis“ («Газета Казюкаса»). Газета оказывает содействие сохранению ремёсел, описывает историю Вильнюса и Вильнюсского края, предоставляет практическую информацию для торговцев и посетителей. Реализовывается газета только в дни ярмарки. Её можно приобрести в мобильной редакции, расположенной в начале улицы Пилес у дома № 2 или у многочисленных распространителей.

## Интересные факты
- «Казюкас» — рассказ русского писателя Эргали Гера, впервые опубликованный в журнале «Знамя» (1994, № 10), действие которого разворачивается в Вильнюсе на фоне ярмарки.